# Steatomys
Steatomys is een geslacht van zoogdieren uit de familie Nesomyidae. De wetenschappelijke naam van het geslacht werd in 1846 gepubliceerd door Wilhelm Peters.

## Soorten
Er worden 8 soorten in dit geslacht geplaatst:
- Steatomys bocagei O. Thomas, 1892
- Steatomys caurinus O. Thomas, 1912
- Steatomys cuppedius O. Thomas & Hinton, 1920
- Steatomys jacksoni Hayman, 1936
- Steatomys krebsii W. Peters, 1852
- Steatomys opimus de Pousargues, 1894
- Steatomys parvus Rhoads, 1896
- Steatomys pratensis W. Peters, 1846 - Vetmuis